# Doonesbury
Tegneserien Doonesbury er skrevet og tegnet af Garry Trudeau. Han startede med at tegne serien til den interne avis, mens han gik på Yale i 1960'erne. 
Udgangspunktet for serien er derfor også en broget flok studerende, der i større eller mindre grad frekventerer Walden universitetet (fiktivt). Serien er opbygget af striber at dagbladstypen, og da serien blev ret populær, blev den købt til daglig udsendelse i aviser i USA og efterhånden også over andre dele af verden. I Danmark har serien optrådt i dagbladet Information siden 1973, lige som den en overgang var med i tegneseriebladet Kystbanekomix. Den er siden 1982 udkommet i en række album 1982-2007 fra Carlsen, siden 2008 fra Cobolt.
I Danmark har Doonesbury inspireret til serier som Egoland.

## Seriens univers
Gennem årene er mange af tidens emner blevet taget op med skarp pen. Det gælder trends i dagligdagen samt ikke mindst politiske sager af enhver art – den til enhver tid siddende præsident er sikker på at blive taget under behandling.
Emnerne tages op på opfindsomme måder af de centrale personer i serien, der først og fremmest er personerne fra Walden-tiden. Men også de direkte involverede politikere optræder i serien – dog aldrig som traditionelle karikaturer, nærmere via attributter eller indirekte ved at holde tale uden for billedet til en række tilhørere. Desuden optræder præsidenten og hans rådgivere ofte bag en række billeder af Det hvide hus eller Kongres-bygningen.

## Seriens form
Som nævnt er der tale om stribeformen, hvor en enkelt linje (ofte bestående af fire billeder) bruges til at bygge op til en pointe i sidste billede. Billederne er dramatisk set uhyre tamme – mange striber har bestået af 4 ens billeder. Vittighederne leveres derfor af replikkerne, der i øvrigt adskiller sig fra de fleste serier ved ikke at stå i bobler, men blot er skrevet direkte i billedet.
Et andet karakteristisk træk er, at seriens personer udvikler sig og ældes. De fleste har udviklet sig fra den sorgløse studentertid til en ansvarlig arbejdstilværelse med varierende familieforhold. Endog dødsfald er forekommet (dog ikke blandt seriens centrale personer).
Til tider forekommer metakommentarer, hvor nogle af seriens figurer kommenterer serien selv.

## De centrale personer
- Mike Doonesbury lægger navn til serien og bliver efterhånden reklamemand. Han lever en tid sammen med J.J., og sammen får de datteren Alex, inden de vokser fra hinanden. Mike glider lidt med på tidens trends, men har inderst inde en humanistisk grundholdning, som han dog til tider må gå på kompromis med.
- Zonker er den notoriske overlevende hippie. Han gør en dyd ud af aldrig at få taget en eksamen, og senere lever han på nas (eller som barnepige) for flere af de øvrige personer. Hans største kompetence er solbruning og surf. Han er nevø til onkel Duke.
- B.D. er alfa-hannen, der hylder de traditionelle mandlige værdier. Han er på Walden leder af football-holdet (han bærer i øvrigt altid hjelm, lige som Jens Fup i Basserne (avisstribe)) og holder af øl og piger. Han scorer derfor også seriens dulle, Boopsie, som han bliver manager for.
- Boopsie er cheerleaderen, der senere kommer til at ernære sig som b-skuespiller i tv-serier og langt nede på rollelisten i film. Hun har oplagte fysiske fortrin og er generelt ikke alt for kvik – man skal dog ikke lade sig narre af ydret. Hun og B.D. lever livet sammen på Malibu Beach.
- Joanie er den modne kvinde, der på et tidspunkt beslutter sig for at læse jura og på trods af alle fordommene gennemfører dette. Hun får efterhånden job i forskellige politiske sammenhænge som god demokrat (både for republikanere og demokrater). Hun er mor til J.J.
- Mark er rigmandssønnen, der står for Waldens radio – et job han viderefører efter universitetet med direkte talkshows. Han har det svært med sin fars ultrakonservative og -kapitalistiske verdenssyn, der i øvrigt har det svært med, at Mark finder ud af, at han er bøsse.
- Onkel Duke er den person, der er modelleret på den mest kendte person fra virkeligheden, idet det er en parodi på gonzo-journalisten Hunter S. Thompson. Duke dyrker hvad som helst, der giver penge, stoffer og kvinder, og på mystisk vis får han tiltusket sig diverse ambassadørposter rundt om i verden (bl.a. Samoa og Kina). Han er i den grad overleveren, der i lange perioder kan takke Honey for at være i live. Duke er den eneste af de centrale personer, der ikke har en fortid på Walden universitetet.

## Markante bipersoner
- Honey er Onkel Dukes tolk under hans ambassadørperiode i Kina, og hun følger med ham rundt på hans senere rundfærd. Hun er dybt forelsket i ham, hviket ikke er gengældt. Duke tolererer Honey, når bare hun hjælper ham med hans dybt tvivlsomme transaktioner.
- Lacey Davenport er en ældre stenrig og moralsk totalt uangribelig gammelrepublikansk kvinde, der ved skæbnens vilje bliver skarpsynet kongresmedlem. Hun har bl.a. Joanie som juridisk rådgiver.
- Roland Hedley er den CNN-inspirerede udenrigsjournalist, der altid er på de aktuelle brændpunkter. Han er altid klar til at betræde øde og ukendte stier, blandt andet på rejse i Ronald Reagans hjerne.
- Rick Redfern er dagbladsjournalisten, der har som hemmelig ambition at foretage en afsløring som Watergate-skandalen. Joanie bliver samlever med Rick på et tidspunkt.
- J.J. er Joanies datter og senere Mikes samlever. Hun forsøger at slå igennem som performancekunstner, og efter at have forladt Mike finder hun sammen med Zeke.
- Hr. Skod er en cigaret, der til tider optræder i serien som en menneskelig figur. Han er repræsentant for rygning/tobaksindustri-lobbyen, og ind imellem dukker der lignende figurer op i form af Hr. Fygræs, Hr. Dum-dum og lignende.

## Danske album
Oversætter: Ole Steen Hansen
1. Jeg forstår ikke et ord af det her ISBN 87-562-2132-0 / ISBN 978-87-562-2132-0
2. Et forbandet snedigt folkefærd ISBN 87-562-2308-0 / ISBN 978-87-562-2308-9
3. Nogle varme tips til dine fans, Rollie? ISBN 87-562-2330-7 / ISBN 978-87-562-2330-0
4. Det bliver over mit lig! ISBN 87-562-2556-3 / ISBN 978-87-562-2556-4
5. Reagans hjerne under lup ISBN 87-562-2597-0 / ISBN 978-87-562-2597-7
6. Desværre tog hun også samtalen på bånd ISBN 87-562-2780-9 / ISBN 978-87-562-2780-3
7. Læg primadonnanykkerne i garderoben ISBN 87-562-3141-5 / ISBN 978-87-562-3141-1
8. Det her må være mit livs værste tømmermænd ISBN 87-562-3938-6 / ISBN 978-87-562-3938-7
9. Det er bare tv, sir, ingen kan se forskel ISBN 87-562-4338-3 / ISBN 978-87-562-4338-4
10. Jeg gav dem tørt på! Jeg gav dem tørt på! ISBN 87-562-5207-2 / ISBN 978-87-562-5207-2
11. Bruger du dextrose i din koffein? ISBN 87-562-5252-8 / ISBN 978-87-562-5252-2
12. Jeg dækker dig, mens du hydrerer ISBN 87-562-6079-2 / ISBN 978-87-562-6079-4
13. Ren livskvalitet på Highway 1 ISBN 87-562-6170-5 / ISBN 978-87-562-6170-8
14. Hvem er manden med cigaretrøret? ISBN 87-562-6235-3 / ISBN 978-87-562-6235-4
15. Jeg var da med i Woodstock, ikke? ISBN 87-562-7040-2 / ISBN 978-87-562-7040-3
16. Han er søn af den lokale stripper, sir! ISBN 87-562-7065-8 / ISBN 978-87-562-7065-6
17. Virtuel, min elskede ISBN 87-562-7153-0 / ISBN 978-87-562-7153-0
18. Forræderi, forræderi! ISBN 87-562-7228-6 / ISBN 978-87-562-7228-5
19. Dick? Er det dig? ISBN 87-562-7333-9 / ISBN 978-87-562-7333-6
20. Han bliver en helvedes god guvernør ISBN 87-562-7391-6 / ISBN 978-87-562-7391-6
21. Vi gør det for fredens skyld ISBN 87-562-7393-2 / ISBN 978-87-562-7393-0
22. Jeg havde ikke et økonomisk forhold til den kvinde ISBN 87-562-7450-5 / ISBN 978-87-562-7450-0
23. Det er ikke nogen bombemand, det er Sharon ISBN 87-626-7480-3 / ISBN 978-87-626-7480-6
24. Se! Letland er også på vores side! ISBN 87-626-7533-8 / ISBN 978-87-626-7533-9
25. Velkommen til Irak! ISBN 87-626-7605-9 / ISBN 978-87-626-7605-3
26. En helt igennem beroligende gang kirurgi ISBN 978-87-626-7724-1
27. Kritik? Har der været kritik? ISBN 978-87-626-7946-7
28. Velkommen til Fessorfabrikken ISBN 978-87-626-0570-1
29. Hold dig til ludere og betal altid kontant ISBN 978-87-7085-359-0
30. Mine underhylere kryber op. Forslag? ISBN 978-87-7085-389-7
31. Blev Jesus måske afkrævet en fødselsattest? ISBN 978-87-7085-414-6
32. Mit folk tilbeder mig! Revolution er utænkelig! ISBN 978-87-7085-454-2
33. I er altså villige til at dø for at opnå skattelettelser? ISBN 978-87-7085-491-7
34. Da jeg var ung, blev Jesus født foran et posthus! ISBN 978-87-7085-529-7
35. Plantehviskeren ISBN 978-87-7085-572-3
36. Jeg blev født på kabel-tv, gift online og vil dø live på Periscope ISBN 978-87-7085-682-9

Desuden er udkommet Doonesbury – de første striber:
1. Er der ild i græsset? ISBN 978-87-626-7522-3
2. Men det var sådan en lovende krig ISBN 978-87-626-7523-0
3. Skyldig, skyldig, skyldig' ISBN 978-87-626-7718-0

Og specialalbummet:
- Enorm! 30 års Doonesbury om Trump ISBN 978-87-7085-665-2

## Sagt om serien
- "Vi har tre vigtige informationskilder til at holde os orienteret om, hvad der foregår i Washington: De elektroniske medier, den trykte presse og Doonesbury – ikke nødvendigvis i den nævnte rækkefølge" – Gerald Ford, USA's præsident 1974-1977